# Teri Garr
Pour les articles homonymes, voir Garr.
Terry Ann Garr, dite Teri Garr, est une actrice américaine née le 11 décembre 1944 à Los Angeles en Californie (États-Unis) et morte le 29 octobre 2024 dans la même ville,,. Elle a été nommée à l'Oscar de la meilleure actrice dans un second rôle en 1983.

## Biographie

### Vie privée
Teri Garr est atteinte de sclérose en plaques depuis l'âge de 36 ans, l'actrice en parle pour la première fois dans l'émission de Larry King en 2002.

## Filmographie

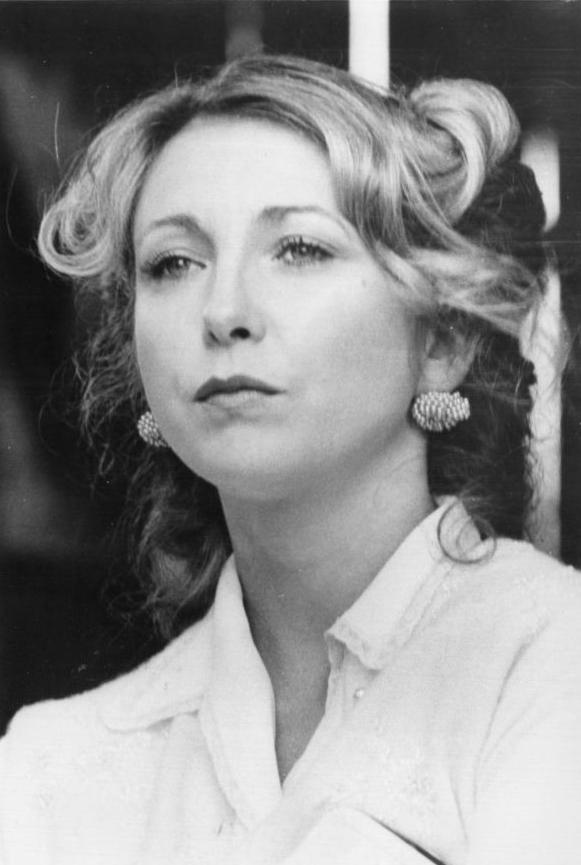
Teri Garr dans L'Étalon noir en 1979.

### Cinéma
- 1963 : A Swingin' Affair de Jay O. Lawrence :
- 1963 : L'Idole d'Acapulco (Fun in Acapulco) de Richard Thorpe : cliente à l'hôtel (non créditée)
- 1964 : Salut, les cousins (Kissin' Cousins) de Gene Nelson : danseuse au Hillbilly (non créditée)
- 1964 : L'Amour en quatrième vitesse (Viva Las Vegas) de George Sidney : une Showgirl (non créditée)
- 1964 : Madame croque-maris (What a Way to Go!) de J. Lee Thompson : danseuse au numéro du Shipboard (non créditée)
- 1964 : Pajama Party de Don Weis : fille en pyjama
- 1964 : L'Homme à tout faire (Roustabout) de John Rich : fille à la fac (non créditée)
- 1965 : L'Encombrant Monsieur John (John Goldfarb, Please Come Home) de J. Lee Thompson : fille au harem (non créditée)
- 1965 : Ligne rouge 7000 (Red Line 7000) de Howard Hawks : danseuse au Nightclub (non créditée)
- 1966 : Where's the Bus? de John Harris (court métrage) : la fille
- 1966 : Accroche toi Peter (For Pete's Sake) de James F. Collier
- 1967 : The Cool Ones (en) de Gene Nelson : une amie de Hallie (non créditée)
- 1967 : The Mystery of the Chinese Junk de Larry Peerce : Susie
- 1967 : Clambake de Arthur H. Nadel : danseuse (non créditée)
- 1968 : Maryjane de Maury Dexter : Teri
- 1968 : Head de Bob Rafelson : Testy True
- 1969 : Changes (en) de Hall Bartlett : serveuse
- 1970 : La Guerre des bootleggers (The Moonshine War) de Richard Quine : la jeune épouse
- 1971 : Summertree d'Anthony Newley : la copine de Bennie (non créditée)
- 1974 : Conversation secrète (The Conversation) de Francis Ford Coppola : Amy Fredericks
- 1974 : Frankenstein junior (Young Frankenstein) de Mel Brooks : Inga[4]
- 1976 : Won Ton Ton, le chien qui sauva Hollywood (Won Ton Ton, the Dog Who Saved Hollywood) de Michael Winner : Fluffy Peters
- 1977 : Bon Dieu ! (Oh, God!) de Carl Reiner : Bobbie Landers
- 1977 : Rencontres du troisième type (Close Encounters of the Third Kind) de Steven Spielberg : Ronnie Neary
- 1977 : The Absent-Minded Waiter de Carl Gottlieb (court métrage) : Susan Cates
- 1979 : Java Junkie de Tom Schiller (court métrage) : Waitress
- 1979 : L'Étalon noir (The Black Stallion) de Carroll Ballard : Mrs. Ramsey, la mère d'Alec
- 1980 : Witches' Brew (en) de Richard Shorr et Herbert L. Strock : Margaret Lightman
- 1981 : Honky Tonk Freeway de John Schlesinger : Ericka
- 1982 : Coup de cœur (One from the Heart) de Francis Ford Coppola : Frannie
- 1982 : The Escape Artist de Caleb Deschanel : Arlene
- 1982 : Tootsie de Sydney Pollack : Sandy Lester
- 1983 : L'Arnaque 2 (The Sting II) de Jeremy Kagan : Veronica
- 1983 : Le Retour de l'étalon noir (The Black Stallion Returns) de Robert Dalva : la mère d'Alec
- 1983 : Mister Mom de Stan Dragoti : Caroline Butler
- 1984 : Firstborn de Michael Apted : Wendy
- 1985 : After Hours : Quelle nuit de galère (After Hours) de Martin Scorsese : Julie, la serveuse-dessinatrice
- 1986 : Tout va trop bien (Miracles) de Jim Kouf : Jean
- 1988 : Pleine Lune sur Blue Water (Full Moon in Blue Water) de Peter Masterson : Louise Taylor
- 1989 : Out Cold de Malcolm Mowbray (en)  : Sunny Cannald
- 1989 : Deux Dollars sur un tocard (Let It Ride) de Joe Pytka : Pam
- 1990 : Waiting for the Light de Christopher Monger : Kay Harris
- 1990 : Short Time (en) de Gregg Champion (en) : Carolyn Simpson
- 1992 : Mom and Dad Save the World de Greg Beeman : Marge Nelson
- 1994 : Dumb & Dumber de Peter et Bobby Farrelly : Helen Swanson
- 1994 : Prêt-à-porter de Robert Altman : Louise Hamilton
- 1994 : Save the Rabbits de Jean-Pierre Marois (court métrage) : Lisa
- 1995 : Le Parfait alibi (Perfect Alibi) de Kevin Meyer (en) : Laney Tolbert
- 1996 : Michael de Nora Ephron : Juge Esther Newberg
- 1997 : Un nouveau départ (Changing Habits) de Lynn Roth : Connie
- 1997 : La Guerre des fées (A Simple Wish) de Michael Ritchie : Rena
- 1997 : The Definite Maybe de Rob Rollins Lobl et Sam Sokolow (en) : Dionne Waters
- 1998 : Casper et Wendy (Casper Meets Wendy) de Sean McNamara (vidéo) : Fanny
- 1999 : Kill the Man (en) de Tom Booker (en) et Jon Kean : Mrs. Livingston
- 1999 : Dick, les coulisses de la présidence (Dick) d'Andrew Fleming : Helen Lorenzo
- 2000 : Batman, la relève : Le Retour du Joker (Batman Beyond : Return of the Joker) de Curt Geda (vidéo) : Mrs. Mary McGinnis (voix)
- 2001 : Au bout du désespoir (en) (The Sky Is Falling) de Florrie Laurence : Mona Hall
- 2001 : Ghost World de Terry Zwigoff : Maxine (Non créditée)
- 2002 : Chewing-Gum et Cornemuse (Life Without Dick) de Bix Skahill : Madame Hugonaut
- 2005 : Aloha, Scooby-Doo ! de Tim Maltby (vidéo) : mairesse Molly Quinn (voix)
- 2005 : A Taste of Jupiter de Derek Diorio (en) : Ginnie
- 2006 : Enfants non accompagnés (Unaccompanied Minors) de Paul Feig : la sœur de Valerie (non créditée)
- 2007 : Expired (en) de Cecilia Miniucchi : Mère Barney / Tante Tilde
- 2007 : Kabluey (en) de Scott Prendergast : Suze
- 2007 : God Out the Window de Tina Alexis Allen (court métrage) : Channing

### Télévision

#### Téléfilms
- 1976 : Law and Order de Marvin J. Chomsky : Rita Wasinski
- 1977 : Once Upon a Brothers Grimm (en) de Norman Campbell : Princess
- 1980 : Doctor Franken de Marvin J. Chomsky et Jeff Lieberman : Kelli Fisher
- 1982 : Prime Suspect de Noel Black : Amy McCleary
- 1983 : The Winter of Our Discontent (en) de Waris Hussein : Mary Hawley
- 1984 : To Catch a King (en) de Clive Donner : Hannah Winter
- 1986 : L'Impossible retour (Intimate Strangers) de Robert Ellis Miller : Sally Bierston
- 1987 : Pack of Lies d'Anthony Page : Helen Schaefer
- 1987 : Paul Reiser Out on a Whim de Carl Gottlieb :
- 1988 : Martin Mull Live from North Ridgeville, Ohio de Paul Miller :
- 1988 : Teri Garr in Flapjack Floozie de Tom Schiller : Helen Eagles
- 1990 : Mother Goose Rock 'n' Rhyme (en) de Jeff Stein : Jill (de Jack and Jill)
- 1990 : A Quiet Little Neighborhood, a Perfect Little Murder de Anson Williams : Marsha Pegler
- 1991 : Un inconnu dans la famille (Stranger in the Family) de Donald Wrye (en) : Randi Thompson
- 1992 : Le forcené de l'hôpital (Deliver Them from Evil: The Taking of Alta View) de Peter Levin (en) : Susan Woolley
- 1993 : Fugitive Nights: Danger in the Desert de Gary Nelson : Brita Burrows
- 1994 : Shining Time Station: One of the Family de Wayne Moss : Sister Conductor
- 1994 : Aliens for Breakfast de John T. Kretchmer (en) : Mrs. Bickerstaff
- 1996 : Double Jeopardy de Deborah Dalton : Cindy Dubroski
- 1997 : Meurtre en direct (en) (Murder Live!) de Roger Spottiswoode : JoAnn McGrath
- 1997 : Ronnie & Julie de Philip Spink : Elizabeth Monroe
- 1997 : Au-delà des rêves (NightScream) de Noel Nosseck : Julie Ordwell
- 1999 : Batman, la relève : Le Film (Batman Beyond: The Movie) : Mary McGinnis (voix)
- 1999 : Les Petites Surprises de la vie (en) (�Half a Dozen Babies) de Douglas Barr : Lee Dilley
- 2001 : Instincts criminels (A Colder Kind of Death) de Brad Turner : Tess Malone

#### Séries télévisées
- 1964 : Mr. Novak (en) : Lisa
- 1965 : Dr. Kildare : Naomi (non créditée)
- 1966 : Batman : la fille (non créditée)
- 1967-1968 : That Girl : (2 épisodes)
- 1968 : The Andy Griffith Show : la fille dans la Red Convertible
- 1968 : Star Trek (série télévisée) : épisode Mission : Terre : Roberta Lincoln
- 1968 : Mayberry R.F.D. (en) : Cashier
- 1969 : The Mothers-In-Law (en) :
- 1969 : Room 222 : Marianne
- 1969 : Opération vol (It Takes a Thief) : Maggie Philbin (2 épisodes)
- 1971-1972 : The Sonny and Cher Comedy Hour (en) : Various Characters / Countess Legustav / Gloria Bunker (13 épisodes)
- 1972 : Banyon (en) : Mabel
- 1972 : The Ken Berry 'Wow' Show : Regular
- 1973 : The Burns and Schreiber Comedy Hour : Regular
- 1973 : The New Dick Van Dyke Show (en) :
- 1973-1974 : The Bob Newhart Show (en) : Miss Brennan (2 épisodes)
- 1973-1974 : The Girl with Something Extra (en) : Amber (4 épisodes)
- 1973-1975 : Un shérif à New York (McCloud) : Nora Mullins / Phyllis Norton (5 épisodes)
- 1973-1978 : M.A.S.H. : Lt. Suzanne Marquette (2 épisodes)
- 1974 : Drôle de couple (The Odd Couple) : employée d'assurance
- 1974 : Barnaby Jones : Maria Thompson
- 1974 : Paul Sand in Friends and Lovers : Sharon
- 1975 : Cher : Olivia / Mrs Oscar Smedley
- 1975 : Maude : Mrs Carlson
- 1976 : The Sonny and Cher Show : Olivia
- 1977 : Hunter : Peg Foley
- 1977 : Saturday Night Live : Diner Waitress (non créditée)
- 1982 : Faerie Tale Theatre : Princess
- 1984 : The New Show (en) :
- 1986 : Fresno (en) (mini-série) : Talon Kensington
- 1987 : Trying Times (en) : Robin Stone
- 1991 : Adventures in Wonderland : Duchess (5 épisodes)
- 1991 : Les contes de la crypte (Tales from the Crypt) : Irene Paloma
- 1991 : Good & Evil (en) : Denise Sandler (6 épisodes)
- 1992 : Dream On : Sandra McCadden (2 épisodes)
- 1993 : La Légende de Prince Vaillant (The Legend of Prince Valiant) : Selena (voix) (2 épisodes)
- 1993 : The General Motors Playwrights Theater : Edna Doe
- 1993 : The Larry Sanders Show : elle-même
- 1994 : Good Advice : Paige Turner (13 épisodes)
- 1994 : Duckman: Private Dick/Family Man : Vanessa La Pert (voix)
- 1995 : Women of the House (en) : Sissy Emerson (12 épisodes)
- 1995 : Frasier : Nancy
- 1996 : Men Behaving Badly : Carol
- 1997 : Sabrina, l'apprentie sorcière (Sabrina, the Teenage Witch) : Witch Yenta
- 1997-1998 : Friends : Phoebe Abbott (3 épisodes)
- 1998 : Sin City Spectacular (en) :
- 1999 : Urgences (ER pour Emergency Room) : Celinda Randlett
- 1999 : Chicken Soup for the Soul (en) :
- 1999-2000 : Batman, la relève (Batman Beyond) : Mary McGinnis (voix) (10 épisodes)
- 2000 : Les Rois du Texas (King of the Hill) : Laney (voix)
- 2001 : Felicity : Dr Zwick
- 2001 : La Vie avant tout (Strong Medicine) : Mimi Stark
- 2003 : Quoi d'neuf Scooby-Doo ? (What's New Scooby-Doo ?) : Sandy Gordon (voix)
- 2003 : Life with Bonnie (en) : Abigail Portinbody
- 2003 : Greetings from Tucson : Helen
- 2005 : New York, unité spéciale (saison 7, épisode 8) : Minerva Grahame-Bishop
- 2006 : Crumbs (en) : Lorraine Bergman
- 2011 : How to Marry a Billionaire : la mère de Lindsey

## Distinctions
- Saturn Awards 1978 : nomination comme meilleure actrice dans un second rôle pour Rencontres du troisième type
- Oscars 1983 : nomination à l'Oscar de la meilleure actrice dans un second rôle pour Tootsie
- National Society of Film Critics Awards 1983 : nomination comme meilleure actrice dans un second rôle pour Tootsie
- Baftas 1984 : nomination au Bafta de la meilleure actrice dans un second rôle pour Tootsie
- National Board of Review Awards 1994 : meilleure distribution pour Prêt-à-porter